# Štirje apostoli
Štirje apostoli je slika nemškega renesančnega umetnika Alberchta Dürerja; dokončana je bila leta 1526 in spada med njegova največja poslednja dela. 
Prvotno je bilo načrtovano, da umetnik naslika triptih, na katerem bo na osrednji tabli naslikana Marija z Jezusom, ker pa na nemškem v tem času zmaga protestantizem, upodobitev Marije odpade, saj je protestanti ne priznavajo. Na prvi sta upodobljena Janez Evangelist in sveti Pavel, na drugi pa sveti Marko in sveti Peter. Te figure se povežejo s štirimi človeškimi karakterji.

## Opis
Ko se je Dürer vrnil v Nürnberg, je tam ustvaril številne znane slike, vključno z več avtoportreti. Štiri apostole je dal mestnemu svetu. Sveta Janez in Peter sta prikazana na levi plošči; figuri na desni plošči sta sveta Marko in Pavel. Marko in Pavel oba držita Bibliji, Janez in Peter pa bereta uvodno stran Janezovega evangelija. Na dnu vsake plošče so vpisani citati iz Svetega pisma.
Apostole prepoznamo po njihovih simbolih:
- Janez Evangelist: odprta knjiga
- Sveti Peter: ključi
- Sveti Marko: zvitek
- Sveti Pavel: meč in zaprta knjiga

Povezani so tudi s štirimi značaji:
- Sveti Janez: sangvinik (rdeče oblečen)
- Sveti Peter: flegmatik (sivo oblečen)
- Sveti Marko: kolerik (črno oblečen)
- Sveti Pavel: melanholija (rumeno-zeleno oblečen)

## Zgodovinski kontekst
Štirje apostoli so nastali med reformacijo, ki se je začela leta 1517 in je imela največji začetni vpliv na Nemčijo. Nekateri protestanti so verjeli, da so ikone v nasprotju z Božjo besedo, ki je imela največjo premoč, zato nekatere protestantske cerkve ne bodo pokroviteljice nobene sakralne umetnosti. Zato so nekateri protestantski umetniki, kot je postal Dürer, morali sami naročati svoja dela. Mnogi vidiki upodobljene podobe so pomembni v luči same reformacije. Ta slika je imela veliko špekulacij glede namenov, ena je bila, da je bil Dürerjev način ustvarjanja neke vrste zapuščine, tako da je ustvaril tisto, kar je menil za vredno delo.